# 前原町 (小松島市)
前原町（まえばらちょう）は、徳島県小松島市の町名。郵便番号は773-0013。

## 地理
小松島市の北西端に位置する。西は北流する勝浦川を境として、徳島市丈六町と相対し、南は田浦町、北は概ね徳島南バイパス付近をもって江田町に、東はほぼ旧土佐街道の徳島県道136号宮倉徳島線をもって中郷町に接している。
土佐街道に沿って街村が形成され、草創神社を基点として、字・宮・元村を中心に農村集落が点在している。純農村地域で、農業が主産業。米作のほか施設園芸が行われ、イチゴ・花・野菜が生産されている。また、一部には畜産も行われ、複合的農業が営まれている。江戸期から大正年間にかけて、小松島に盛んに行われた紺屋業の発祥地でもある。

### 河川
- 勝浦川

### 小字
| - 泉川 - 小川 - 川屋 - 茶園 | - 中川原 - 西 - 開 - 東 | - 福徳 - 弁財天 - 宮 - 元村 |  |

## 歴史

### 前原村
前原村は江戸期から1889年（明治22年）にかけて勝浦郡に存在した村。徳島藩領。1874年（明治7年）、柳本孫三郎は自宅を校舎として、人民共立学校を開設。1877年（明治10年）には前原小学校と改称した。1886年（明治19年）に廃校となる。
明治4年（1871年）に徳島県、同年に名東県、1876年（明治9年）に高知県を経て1880年（明治13年）に再び徳島県に所属。

### 前原
前原は1889年（明治22年）から1957年（昭和32年）にかけて存在した大字。はじめ小松島村、1907年（明治40年）より小松島町、1951年（昭和26年）からは小松島市の大字となった。産業は農業が主体で、米麦のほか菜種も栽培され、大正期から昭和10年頃にかけては養蚕が行われた。

### 現在
1957年（昭和32年）より現在の小松島市の町名となる。1982年（昭和57年）の耕地面積56.1haのうち田53.6ha、畑2.5haで、米・イチゴの栽培や畜産などの複合経営が行われている。

### 地名の由来
草創神社の前に展開した集落というところに由来している。

## 世帯数と人口
2022年（令和4年）7月31日現在の世帯数と人口は以下の通りである。
| 町丁   | 世帯数  | 人口  |
| ------ | ------- | ----- |
| 前原町 | 166世帯 | 400人 |

## 小・中学校の学区
市立小・中学校に通う場合、学区は以下の通りとなる。
| 番地                             | 小学校               | 中学校                 |
| -------------------------------- | -------------------- | ---------------------- |
| 全域（東の国道55号以東を除く。） | 小松島市立児安小学校 | 小松島市立小松島中学校 |
| 東（国道55号以東）               | 小松島市立千代小学校 | 小松島市立小松島中学校 |

## 交通

### 鉄道
- JR四国牟岐線 - 駅は設置されていない。中田駅が最寄駅になる。

### 道路
- 国道55号（徳島南バイパス）
- 徳島県道16号徳島上那賀線
- 徳島県道136号宮倉徳島線

高速道路
- 小松島インターチェンジ（四国横断自動車道） - 整備中

## 施設
- 草創神社
- 勝浦川漁業協同組合監視小屋